# Corydalis semenowii
Corydalis semenowii är en vallmoväxtart som beskrevs av Eduard August von Regel och Herd.. Corydalis semenowii ingår i släktet nunneörter, och familjen vallmoväxter. Inga underarter finns listade i Catalogue of Life.